# Casino del mar
Casino del mar (The woman accused, 1933) es una película dramática estadounidense anterior a la Época pre-code dirigida por Louis J. Gasnier y Max Marcin y protagonizada por Cary Grant y Benita Hume basada en los cuentos de Paul Cain: Fast One, Lead Party, Velvet y The Heat, que se publicaron en la revista Black Mask. Se estrenó el 23 de junio de 1933.

## Argumento
Ace Corbin (Cary Grant), un encantador gánster de Chicago, es absuelto de los cargos de asesinato por los que fue incriminado por Pete Manning (Jack La Rue). Decide reformarse y comenzar una nueva vida en California. En el tren, se enamora de Eleanor La Velle (Benita Hume), la novia de un jugador. Ambos ocultan sus verdaderas identidades. En el sur de California, Eleanor descubre que su amante, Joe Burke (Arthur Vinton), propietario del barco de vapor Gambling Ship, que opera legalmente fuera del límite de tres millas, tiene una deuda de 9000 dólares porque los matones de Pete Manning están arruinando su negocio.
Eleanor decide permanecer leal y ayudar a Joe con su negocio, en lugar de dejarlo por Ace. Joe y su mano derecha, Blooey (Roscoe Karns), ofrecen entregarle el casino a Ace para que pueda mejorar el negocio y vengarse de Manning. Ace se resiste a involucrarse hasta que los hombres de Manning lo amenazan. Cuando Ace dirige el casino, hace que los taxis acuáticos lleven a los clientes de Manning a su barco de vapor. La primera noche, Ace se encuentra con Eleanor a bordo del barco y ella descubre su verdadera identidad. Eleanor, que todavía está enamorada de Ace, permanece en el barco, incluso después de que los hombres de Manning provoquen una explosión e incendio a bordo.
Después de apagar el fuego, Ace y Eleanor permanecen a bordo durante la noche. Por la mañana, el fiscal de distrito los interroga a ambos y Ace descubre la verdadera identidad de Eleanor, incluida su relación con Joe. También está presente Joe, quien también descubre la relación de Ace y Eleanor. De regreso a bordo del barco de vapor con casino, durante una tormenta, Joe y Ace acusan a Eleanor de ser una infiel y mentirles a ambos. Mientras tanto, Manning y sus hombres se cuelan a bordo y matan a Joe. Blooey suelta el ancla y las olas rompen y arrastran a Manning y sus hombres fuera de la cubierta. Ace, Blooey y Eleanor saltan a un lugar seguro con salvavidas. Más tarde, Ace y Eleanor se casan.

## Reparto
| Actor/Actriz     | Personaje        |
| ---------------- | ---------------- |
| Cary Grant       | Ace Corbin       |
| Benita Hume      | Eleanor La Velle |
| Jack La Rue      | Pete Manning     |
| Glenda Farrell   | Jeanne Sands     |
| Roscoe Karns     | Blooey           |
| Arthur Vinton    | Joe Burke        |
| Charles Williams | Baby Face        |
| Edwin Maxwell    | D.A.             |
| Spencer Charters | Detective        |